# Japanse Maritieme Zelfverdedigingstroepen

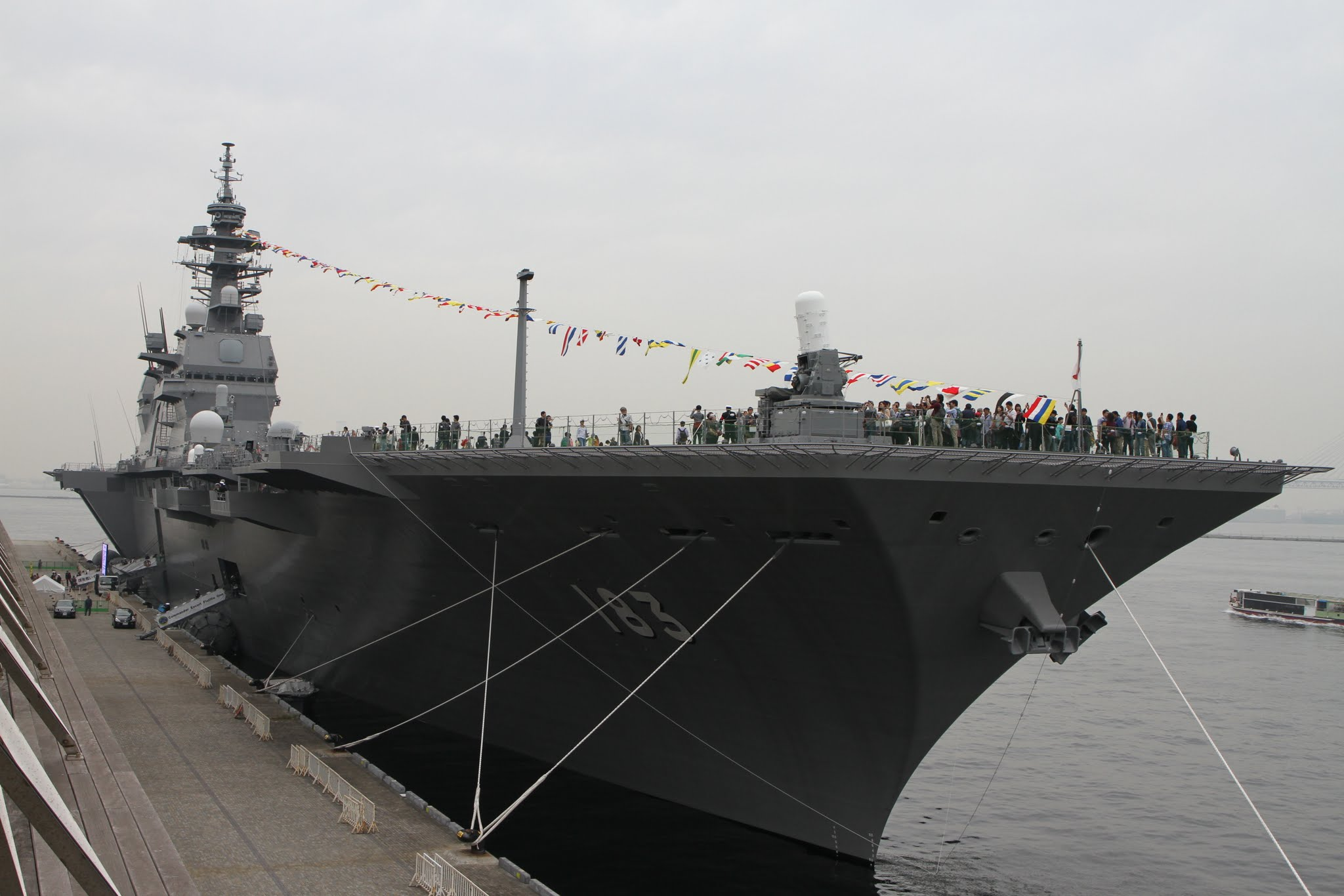
De JS Izumo van de Japanse Maritieme Zelfverdedigingstroepen bij een opendeurdag in 2015.

De Japanse Maritieme Zelfverdedigingstroepen (Japans: 海上自衛隊, Hepburnsysteem: Kaijō Jieitai, Japan Maritime Self-Defense Force, JMSDF) is een onderdeel van de in 1945 opgerichte Japanse Zelfverdedigingstroepen en vormt hiervan de marine.
Het is de opvolger van de in 1945 ontbonden Japanse Keizerlijke Marine. De Zelfverdedigingstroepen hebben de marinecomponent op 1 juli 1954 geïnstalleerd. De JMSDF beschikt over 50.800 personeelsleden, 154 schepen en 346 vliegtuigen. Het grootste schip is de JS Izumo.
De verdedigingseenheid heeft als opdracht de territoriale wateren te bewaken en de scheepvaartroutes te controleren. De eenheid kan ook deelnemen aan door de Verenigde Naties geleide vredesoperaties.
Het hoofdkwartier is gevestigd in de havenstad Yokosuka.